# Bothon de Bessin
Bothon de Bessin también Bothon de Bayeux, Bethon y Botho (apodado El Breve) fue un caudillo vikingo de origen danés, vizconde de Bayeux y uno de los barones más leales de Rollo de Normandía y posteriormente de su hijo Guillermo I de Normandía, de quien fue tutor y educó no sólo en el idioma de sus antepasados, sino también sus artes de guerra. Bothon es el fundador de la dinastía normanda de Tesson.
Hacia 890, mientras Rollón asediaba París, Bothon orquestó el fallido asedio de Bayeux, durante el cual fue hecho prisionero por Berengario II de Neustria. Fue puesto en libertad tras una tregua de un año. Posteriormente, Bayeux y su población fueron aniquilados como represalia en los años siguientes por Rollón. Bothon también intentó tomar la ciudad de Le Croisic durante una expedición, pero fue disuadido por la presunta aparición de Albino de Angers, obispo de Angers en el siglo VI, al frente de los sitiados.
Tras el tratado de Saint-Clair-sur-Epte en 911, Bothon recibió el condado de Bessin. Este territorio se extiende hasta el río Orne, y tiene a Bayeux como su ciudad principal. Unas décadas más tarde, Bothon se hizo cargo de la reconstrucción de Bayeux recuperando su catedral, iglesias y casas. Su imagen se asocia en ocasiones a la ciudad a través de su título carolingio de conde, algunas fuentes lo denominan Bothon de Bayeux.
Hacia 934, Bothon participó en la defensa victoriosa de Ruan contra la revuelta de una facción de barones normandos liderada por el vikingo Rioulf, durante la cual Bothon tuvo, junto a Anslech de Bricquebec y Bernardo el Danés, un papel de asesor de Guillermo, animándolo a luchar sin la ayuda de los francos. Al finalizar la batalla, Guillermo recibe la noticia del nacimiento de su hijo y Bothon fue enviado a Fécamp por su líder junto con el obispo de Bayeux, Enrique I, para que el recién nacido pudiera recibir el bautismo. Bothon aseguró la educación de Ricardo I de Normandía, hijo de Guillermo, quien deseaba que su hijo hablara danés, la lengua de sus antepasados.

## Herencia
Se casó iure uxoris con Poppa de Bayeux a la muerte de Rollo.